# L'Enfant d'une autre

L'Enfant d'une autre est un téléfilm français réalisé par Virginie Wagon et diffusé en 2006 sur Arte.

## Synopsis
Jérôme Kert et sa femme Maud n'ont pas réussi à surmonter la perte de leur bébé, enlevé quelques mois après sa naissance. Plus d'une dizaine d'années après ce bouleversant événement, ils n'ont toujours pas fondé de famille et Maud s'est terriblement endurcie. Mais un jour, lors d'un déplacement professionnel à Istres, Maud aperçoit une fille de 11 ans qui porte la même tache de naissance que son enfant disparue. Elle est persuadée que cette fillette, Zita, est la sienne. Elle découvre alors qu'elle est élevée par une célibataire de 35 ans, Johana. Profitant de la situation financière précaire de la jeune maman, Maud fait tout pour s'immiscer dans le quotidien de Zita afin de la récupérer...

## Fiche technique
- Réalisation et scénario : Virginie Wagon
- Musique : Victor Bellaïch
- Durée : 92 minutes.

## Distribution
- Catherine Jacob : Maud Kert
- Maeva Munoz : Zita Iglesias
- Arly Jover : Johana Iglesias
- Olivier Marchal : Jérôme Kert
- Arnaud Garnier : Thierry
- Eric Debrosse : Le détective Ditux
- Didier Menin : L'avocat
- Thierry-Perkins Lyautey : Le docteur Tireffe
- Eugénie Corneille : Amandine
- Norbert Haberlick : L'architecte
- Ludovic Berthillot : Le forain
- Sylvain Charbonneau : Le barman
- Nall J : L'auto-tamponneur

## Autres films sur le même thème
- L’Empreinte, d'abord intitulé L'Empreinte de l'ange, est un film français réalisé par Safy Nebbou et sorti en 2008.
- Angel of Mine (Intuitions au Québec) est un film américano-australien de Kim Farrant, sorti en 2019.